# 有馬わんわんランド
有馬わんわんランド（ありまわんわんランド）は、かつて兵庫県神戸市北区にあった犬のテーマパークである。

## 歴史
2001年（平成13年）8月1日、有馬わんだガーデンとしてオープン。敷地を所有する金井重要工業が子会社を設立して運営母体とし、つくばわんわんランドを経営する山水コーポレーションからノウハウの提供を受けて運営していた。園内には、ドッグレース場、ふれあい広場、芝生公園などがあった。しかし、その後の入場者数の減少により、2006年（平成18年）ごろに有馬わんわんランドと変更するも、2008年（平成20年）8月31日で営業を終えた。
永らく跡地および駐車場はそのまま放置されていたが2018年3月、跡地の建物が取り壊された。

## 所在地
- 兵庫県神戸市北区有馬町1509-1

## 営業時間
- 午前10時から午後5時